# Toute ma vie
Pour les articles homonymes, voir All My Life.
Pour plus de détails, voir Fiche technique et Distribution.
Toute ma vie (All my Life ; طول عمري (Toul omry)) est un film égyptien réalisé par Maher Sabry, sorti en 2008.

## Synopsis
La vie de Rami, un homosexuel de 26 ans qui vit au Caire. Une de ses amies, Dalia, cherche à étudier à l'étranger pour fuir l'atmosphère étouffante pour les homosexuels en Égypte (le film évoque l'Affaire du Queen Boat). Un adolescent voisin de Rami, Mina, doit cacher son homosexualité sous le toit de sa mère chrétienne. Wali, le compagnon de Rami, le quitte pour épouser une femme. Mais Rami rencontre un serveur nommé Atef, dont il tombe amoureux.[style à revoir]

## Fiche technique
- Titre : Toute ma vie
- Titre original : طول عمري (Toul omry)
- Réalisation : Maher Sabry
- Scénario : Maher Sabry
- Musique : Ilyas Iliya
- Photographie : Maher Mostafa et Maher Sabry
- Montage : Maher Sabry
- Production : Maher Sabry
- Société de production : Egyptian Underground Film Society
- Pays :  Égypte,  France,  Israël et  Liban
- Genre : drame et romance
- Durée : 119 minutes
- Dates de sortie : 
  -  Égypte : 22 juin 2008 (Frameline Film Festival)
  -  France : 29 juin 2009 (DVD)

## Distribution
- Mazen : Rami
- Ayman : Walid
- Louay : Kareem
- Julian Gonzalez Esparza : Ahmad
- Mehammed Amadeus : Mina
- Maged : Atef
- Janaan Attia : l'infirmière Latifa
- Munir Bayyari : Hany
- Youssef El-Shareif : Ashraf
- Jwana : Dalia
- Amar Puri : Amar
- Mykha Ram : Mostafa
- Nabila Mango : la mère de Mina